# Tieholtsodi
Tieholtsodi är ett vattenodjur i mytologin hos de nordamerikanska Navajoindianerna. 
Enligt tron ska Tieholtsodi var tidigare en fiende till mänskligheten men som senare kommit att bli mindre fientligt inställd. Tieholtsodi antas dock fortfarande ansvara för drunkningar.  
Efter att regnguden Tonenili och eldguden Hastsezini räddat den första Navaho från djupet kunde Tieholtsodi, som är havets kung, inte motstå kraven från dessa.